# Kolíňany
Kolíňany (bis 1948 slowakisch „Koleňany“; ungarisch Kolon) ist eine Gemeinde im Westen der Slowakei mit 1558 Einwohnern (Stand 31. Dezember 2024), die zum Okres Nitra, einem Teil des Nitriansky kraj gehört.

## Geographie

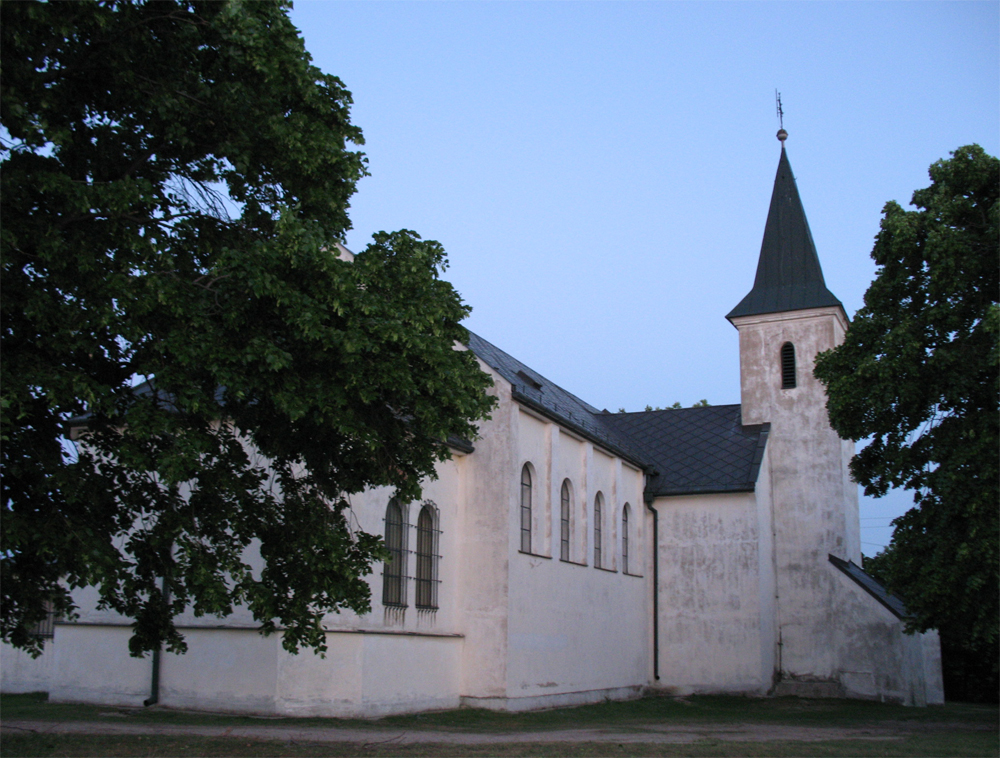
Kirche in Kolíňany

Die Gemeinde befindet sich am Übergang vom Donauhügelland in einen Ausläufer des Gebirges Tribeč. Der durch den Ort fließende Bach Bocegaj speist den kleinen Stausee Kolíňany unterhalb der Gemeinde. Das Ortszentrum liegt auf einer Höhe von 199 m n.m. und ist elf Kilometer von Nitra entfernt.

## Geschichte
Der Ort wurde zum ersten Mal 1113 in den Zoborer Urkunden als Colin und die dazugehörende Pfarrei 1156 schriftlich erwähnt. Nach dem Jahr 1253 gehörte das Dorf verschiedenen Edelmännern. 1828 sind 111 Häuser und 772 Einwohner verzeichnet, die in Landwirtschaft und Kalkbrennen beschäftigt waren. Des Weiteren ist Weinbau bedeutend.

## Bevölkerung
| Jahr                | 1994 | 2004    | 2014    | 2024    |
| ------------------- | ---- | ------- | ------- | ------- |
| Anzahl der Personen | 1408 | 1465    | 1606    | 1558    |
| Unterschied         |      | +4,04 % | +9,62 % | −2,98 % |

| Jahr                | 2023 | 2024    |
| ------------------- | ---- | ------- |
| Anzahl der Personen | 1555 | 1558    |
| Unterschied         |      | +0,19 % |

Ergebnisse nach der Volkszählung 2001 (1444 Einwohner):
| Nach Ethnie: - 59,49 % Magyaren - 38,99 % Slowaken - 1,11 % Roma - 0,28 % Tschechen | Nach Konfession: - 95,78 % römisch-katholisch - 2,35 % konfessionslos - 0,97 % evangelisch - 0,55 % keine Angabe - 0,14 % griechisch-katholisch |

## Sehenswürdigkeiten
- römisch-katholische Stephanskirche, ursprünglich romanisch aus dem 12. Jahrhundert, nach Umbauten von 1659, 1737 und 1933 barock gestaltet
- kleines Museum der Volkskultur